# Museum Vrolik

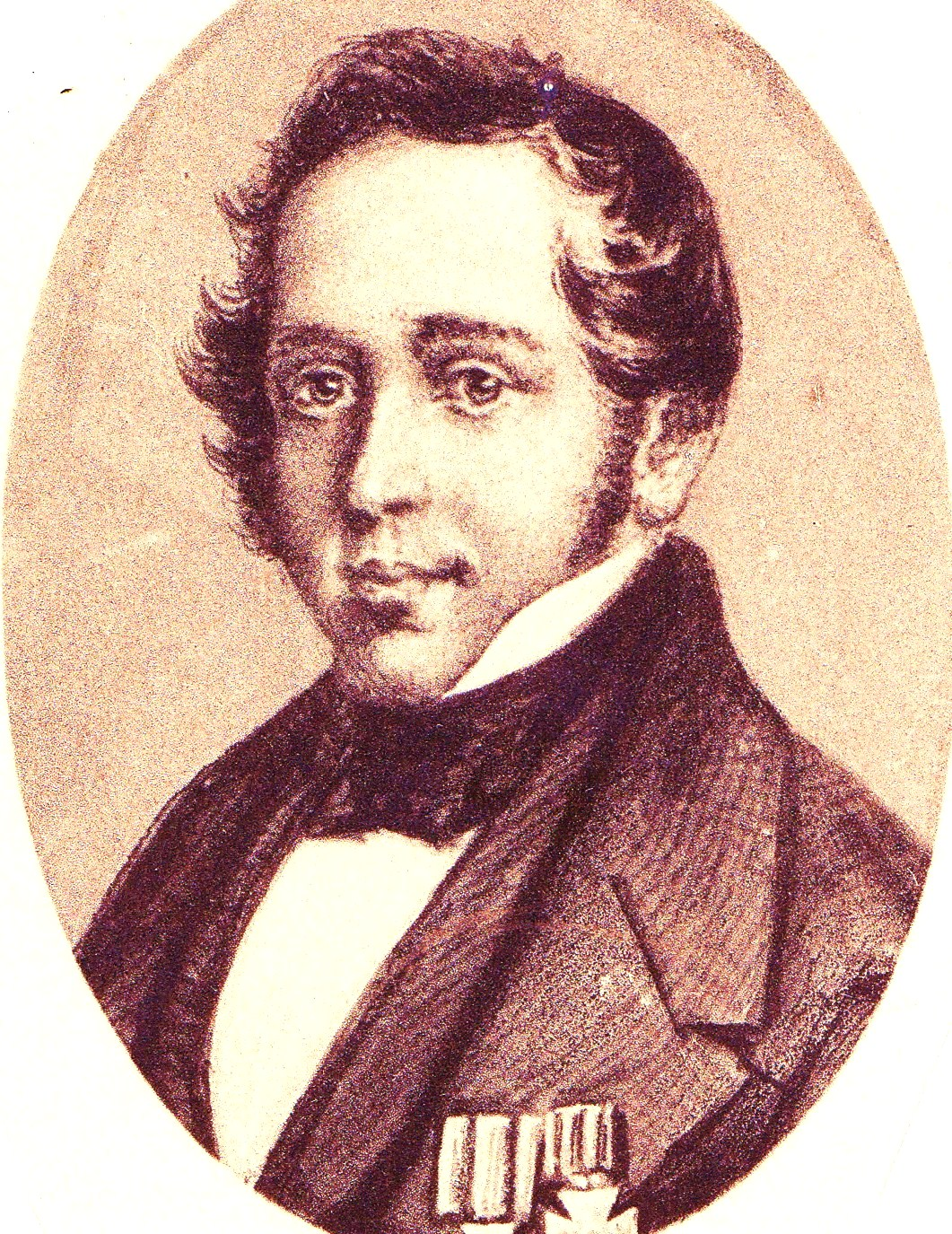
Willem Vrolik (1801–1863)

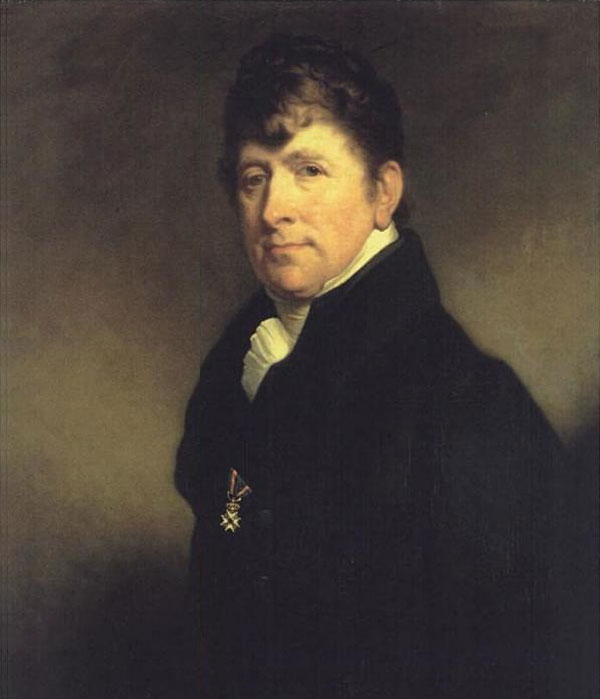
Gerardus Vrolik (1775–1859)

Das Museum Vrolik oder Museum Vrolikianum war der Name, den der Physiologe, Anatom und Botaniker Gerard Vrolik (1775–1859) und sein Sohn Willem Vrolik (1801–1863) für ihre private Sammlung anatomischer Präparate wählten. Sowohl Gerard als auch Willem waren Professoren für Anatomie in Amsterdam. Ihr Museum Vrolikianum befand sich in ihrem Haus an der Gracht in Amsterdam. Seit 1984 befindet sich das Museum Vrolik im Academic Medical Center (Academisch Medisch Centrum, oder AMC) (heute Teil des Amsterdamer UMC).
Der Zoologe Willem Vrolik (1801–1863), einer der Teilnehmer des von Karl Ernst von Baer und Rudolph Wagner veranstalteten Göttinger Anthropologentreffens 1861 und Verfasser eines Handboek der ziektekundige ontleedkunde (Handbuch der pathologischen Anatomie) war ein Pionier der Teratologie (Lehre von Fehlbildungen). Seine Sammlung von anatomischen, zoologischen und teratologischen Präparaten ist im Museum Vrolik in Amsterdam ausgestellt.